# Valko Jenilat
Valko Jenilat, född 2009 i Frankrike, är en fransk varmblodig travhäst. Han tränas av Sébastien Guarato och körs av Éric Raffin.
Valko Jenilat började tävla i september 2011. Han har till januari 2018 sprungit in 1,1 miljoner euro på 80 starter varav 19 segrar, 13 andraplatser och 7 tredjeplatser. Bland hans främsta meriter räknas segrarna i Prix de la Haye (2016), Prix de Buenos-Aires (2016), Prix de Bretagne (2017), andraplatserna i Prix René Ballière (2017), Prix Jean-Luc Lagardere (2017) och tredjeplatserna i Prix Ténor de Baune (2015), Prix Kerjacques (2017).
I och med segern i Prix de Bretagne den 19 november 2017 fick han en inbjudan till att delta i 2018 års upplaga av världens största travlopp Prix d'Amérique. Den 28 januari 2018 gick Prix d'Amérique av stapeln och han slutade på niondeplats.